# 安德斯·亚尔
安德斯·亚尔（瑞典語：Anders Jarl，1965年3月10日—），瑞典男子自行车运动员。他曾代表瑞典参加1988年夏季奥林匹克运动会自行车比赛，获得男子团体计时赛铜牌。